# 出世のチャンス
「出世のチャンス」 (Career Opportunities) は、ザ・クラッシュが1977年に発表したファースト・アルバム『白い暴動』に収録された曲。
歌詞は、就職難（特に若者の）と、就くことの出来る職業の魅力のなさを取り上げることにより当時のイングランドの政治的、経済的状況を批判している。つまらない仕事の典型として挙げられるバス運転手、検札係、BBCのお茶くみと同列に、軍や警察も扱っている。
「あんたのために郵便爆弾を開けるなんてまっぴらだ」という一節は、ギタリストのミック・ジョーンズが、イギリス政府機関で手紙に爆弾が仕込まれていないか確認の仕事をしていたという前歴の経験からきたものである。
曲の名付け親はベースのポール・シムノン。
この曲はアルバム『サンディニスタ!』に、シンプルなピアノアレンジで、キーボーディストのミッキー・ギャラガーの息子ルークとベンの歌唱により、採録されている。